# Amata passalis
Amata passalis är en fjärilsart som beskrevs av Fabricius. Amata passalis ingår i släktet Amata och familjen björnspinnare. Inga underarter finns listade i Catalogue of Life.

## Bildgalleri

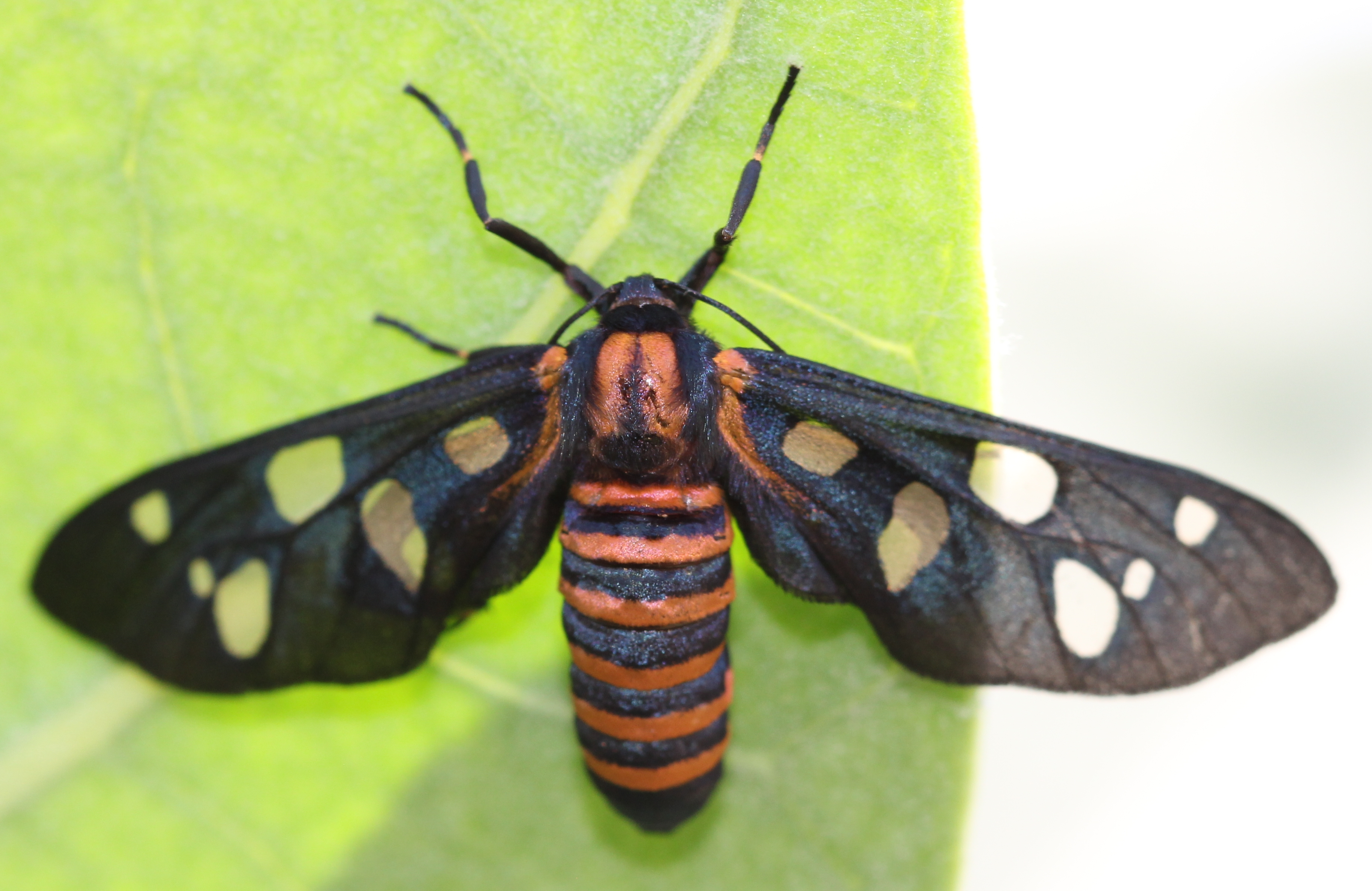
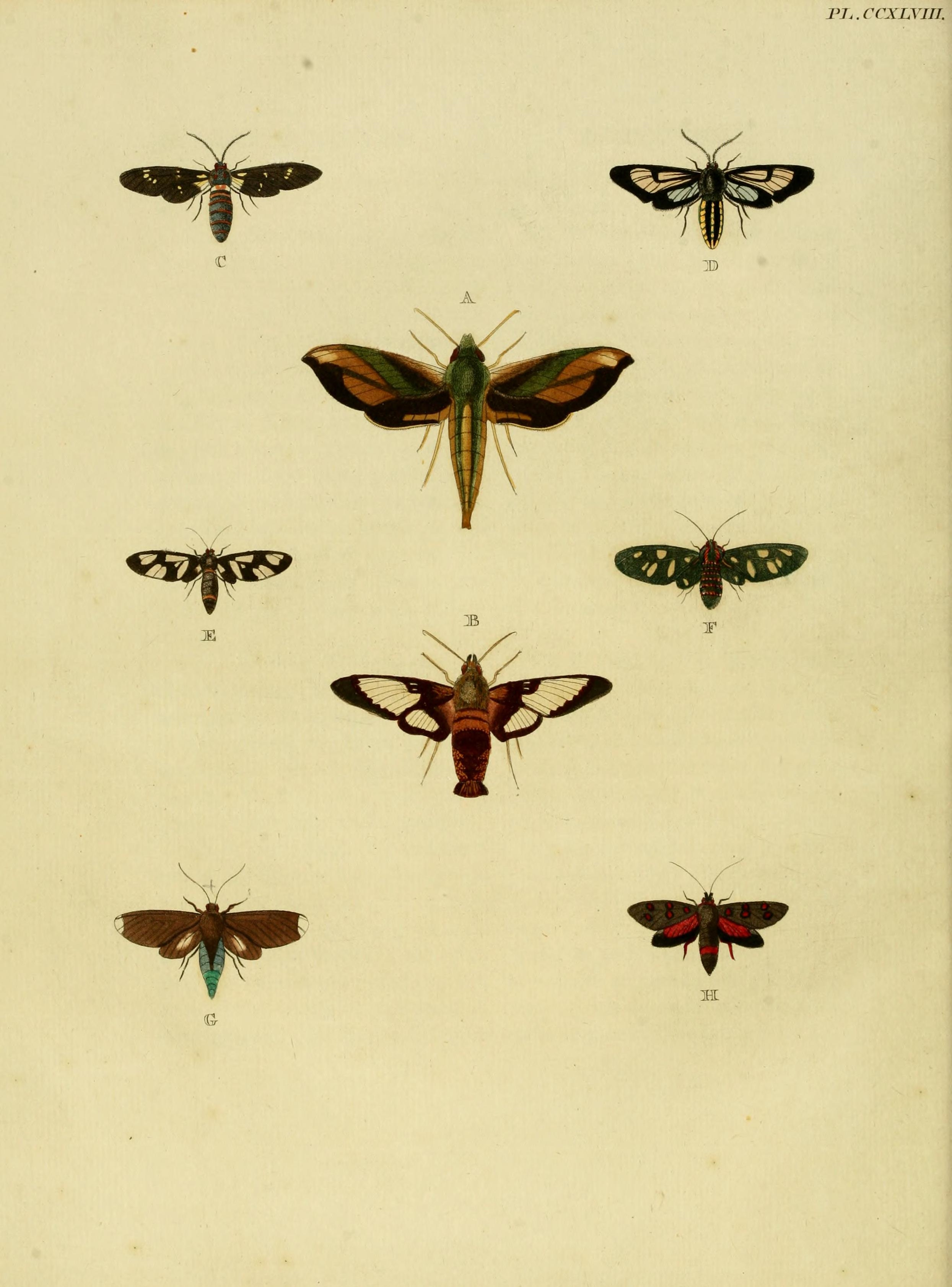